# Wambolter Hof

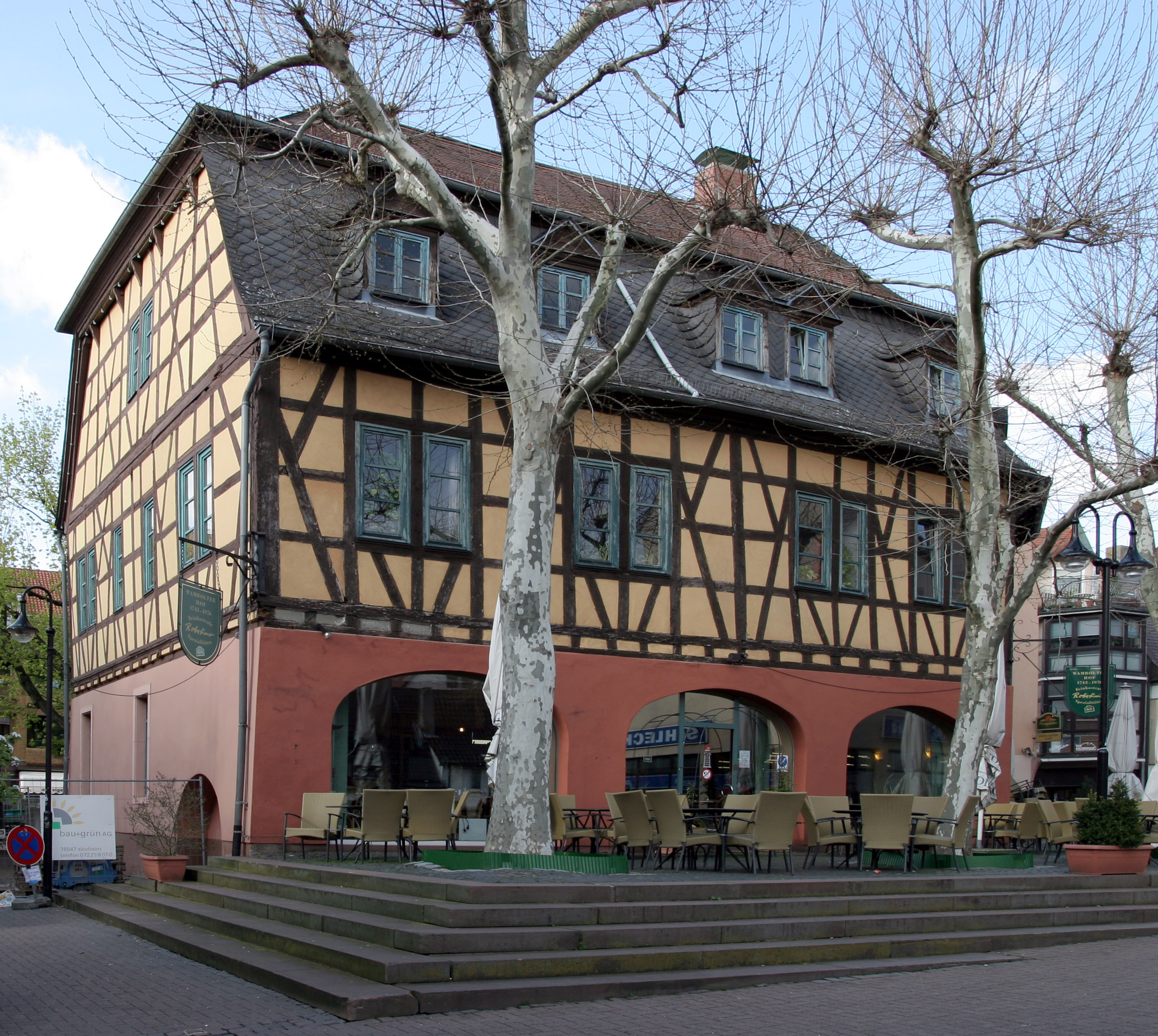
Der Wambolter Hof (Südseite)

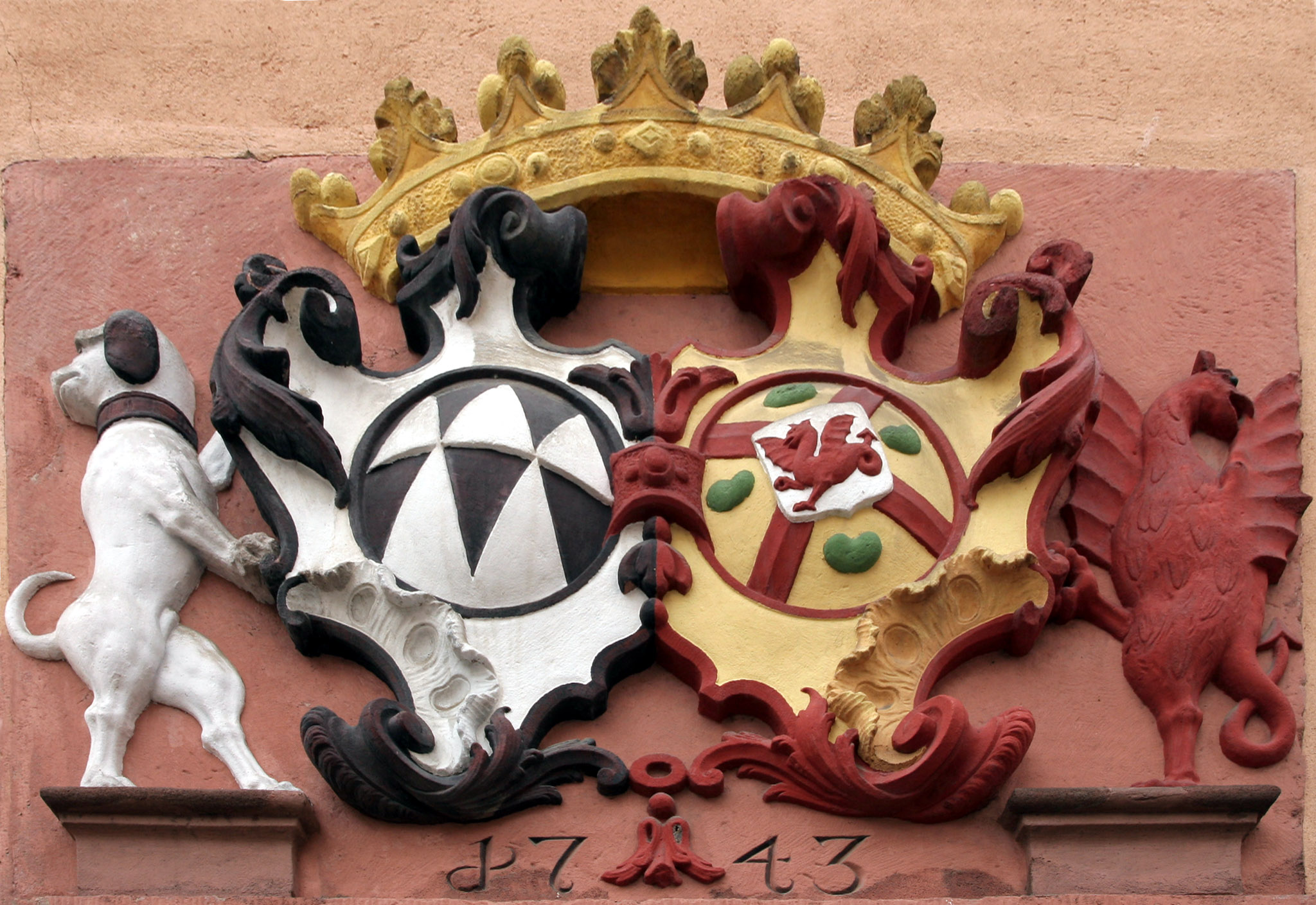
Das Allianzwappen Wambolt/Kesselstadt

Der Wambolter Hof ist ein unter Denkmalschutz stehendes Fachwerkhaus und Kulturdenkmal in Bensheim an der Bergstraße. Es handelt sich dabei um einen alten Adelshof.

## Geschichte
Um das Jahr 1732/33 wurde der Wambolter Hof vermutlich auf den Grundmauern eines 1731 abgerissenen Gebäudes von dem Bauherrn Franz Philipp Caspar Freiherr Wambolt von Umstadt in barockem Stil errichtet. Der kurtrierische und kurmainzische Geheime Rat, Generalfeldzeugmeister und Kommandant der Festung Ehrenbreitstein, vergab der Auftrag vermutlich an den Ingenieur und Fähnrich Franz Peter Kersten aus Ehrenbreitstein. Seine Entwürfe wurden in Bensheim allerdings in einer wesentlich vereinfachten Form umgesetzt. Am Bau des Hofes waren der Bensheimer Maurermeister Andreas Streng, der Heidelberger Steinmetzmeister Andreas Schiffer und der Zimmermeister Martin Reichard beteiligt. Bis 1945 stand im Norden des Gebäudekomplexes ein hoher Rundturm, in dessen Flügel der Hofverwalter untergebracht war. Der im Krieg schwer beschädigte Turm wurde, wie der Anbau auch, abgetragen. Der Turm trug über der Eingangstür die Jahreszahl 1560 und zwei Wappensteine. Einer der Steine war das Allianzwappen Wambolt/Schönborn und trug die Jahreszahl 1659. Der zweite Stein war das Wappen Wambolt/Eltz mit der Jahreszahl 1899. 1919 kaufte die Stadt Bensheim den Hof und gab dabei die Wappen den Wambolts zurück. In der Folgezeit wurde der Wambolter Hof als Unterkunft für ein Infanteriebataillon genutzt. Später wurden Sozialwohnungen und Büros eingerichtet. Die Fachwerkkonstruktion der Südseite wurde schon 1933 freigelegt.
Die weitere Zukunft, das heißt Erhaltung oder Abriss, des Gebäudes wurde sehr kontrovers diskutiert. Man entschied sich für die Erhaltung. 1975/76 wurde der Wambolter Hof grundlegend restauriert. Heute befinden sich in den Räumlichkeiten wieder Wohnungen, im Erdgeschoss ein Café, sowie eine Beratungsstelle der Kreisverwaltung.

## Aufbau
Der Grundriss des Wambolter Hof ist als Flügelanlage ausgelegt. Die Hauptfassade des zentralen Gebäudes ist nach Osten hin ausgerichtet. Vom Hauptgebäude aus führt ein südwestlich nach Westen vorstoßender Flügel mit Fachwerkobergeschoss. Beide Gebäudeteile sind zweigeschossig und haben mit hohen Satteldachgaupen versehene Mansardwalmdächer. Die Fenster und Türen sind mit einfachen gefalzten Sandsteinen eingefasst. Die Fassaden sind schmucklos gehalten. Über dem Portal befindet sich ein Allianzwappen Wambolt/Kesselstadt mit der Jahreszahl 1743. An den Ecken der Hauptfassade kann man noch die Ansätze von früheren Torbögen erkennen.